# アクウィフェクス門
アクウィフェクス門（アクウィフェクスもん、Aquificae）は、グラム陰性、好熱性の細菌の門である。温泉や海底火山近傍に生息し、水素を酸化して増殖することを特徴とする。

## 特徴
典型的には好気的に水素を酸化し、二酸化炭素を唯一の炭素源とする化学合成独立栄養生物である。還元的クエン酸回路を使用する。この他に硫黄や亜ヒ酸を酸化する種や、嫌気条件で最終電子受容体に硫黄や窒素、硝酸塩を用いることもできるもの、稀だが有機物を利用する従属栄養性の種もいる。グラム陰性で、形態は棒状の桿菌、一方の端または両端に鞭毛をもつものが多い。
分布としては水素と酸素に富む中性～弱アルカリ性の熱水域に多く見られる。温泉などである程度塊になっていると肉眼でも観察できる場合がある。生育温度はおおむね60℃以上で、アクウィフェクス属は最高95℃で生育が可能。これらアクウィフェクスの仲間は、古細菌（最高122°C）以外では、最も好熱性の生物群である。

## 分類
アクウィフェクス目の下位は現在3科に分けられている。分類は分岐学に従って行われているため、性質の違いを表してはいない。事実、各科に嫌気性のものや従属栄養性のものがばらばらに存在している。
アクウィフェクス科
- Aquifex - Calderobacterium - Hydrogenivirga - Hydrogenobacter - Hydrogenobaculum - Thermocrinis

デスルフロバクテリウム科
- Desulfurobacterium - Balnearium - Thermovibrio - Phorcysia

ヒドロゲノテルムス科
- Hydrogenothermus - Persephonella - Sulfurihydrogenibium - Venenivibrio

## 細菌ドメイン内での位置づけ
アクウィフェクスの系統樹内での位置付けは未確定である。かつて、16S rRNA及び23S rRNA系統解析では、サーモトーガとともに最も深い分岐を示し、細菌の中でも特に好熱性が強いことから、しばしば生命の起源に最も近い生物として扱われた。しかしながら、より多くの遺伝子を用いた詳細な系統解析では、アクウィフェクスとプロテオバクテリア（特にイプシロンプロテオバクテリア）の近縁性を示す結果もあり、アクウィフェクスがむしろ新しい系統である可能性がある。サーモトーガとの近縁関係も確定していない。